# Sliding Gliding Worlds
Sliding Gliding Worlds – album studyjny zespołu Ozric Tentacles wydany w 1988 roku. Album nagrany w składzie:
- Ed Wynne – gitara, syntezatory
- Joie Hinton – sampling
- Roly Wynne – gitara basowa
- Merv Pepler – perkusja
- Steve Everett – keyboard
- Paul Hankin – instrumenty perkusyjne
- Marcus "Carcus" – instrumenty perkusyjne
- John Egan – flet

## Lista utworów
| Nr | Tytuł                      | Długość |
| -- | -------------------------- | ------- |
| 1  | "Yaboop"                   | 5:29    |
| 2  | "Soda Water"               | 4:09    |
| 3  | "The Code for Chickendon"  | 4:59    |
| 4  | "Guzzard"                  | 2:05    |
| 5  | "The Dusty Pouch"          | 4:22    |
| 6  | "Sliding and Gliding"      | 4:54    |
| 7  | "Kick Muck"                | 5:28    |
| 8  | "It's a Hup Ho World"      | 6:42    |
| 9  | "Atmospheric Underslunky"  | 3:32    |
| 10 | "(Omnidirectional) Bhadra" | 2:57    |
| 11 | "Fetch Me the Pongmaster"  | 6:12    |
| 12 | "Mae Hong Song"            | 3:19    |
| 13 | "White Rhino Tea"          | 4:05    |
| 14 | "Loaf Jaw"                 | 1:11    |
| 15 | "The Green Island"         | 3:04    |